# Rue McClanahan
Rue McClanahan (Healdton, 20. veljače 1934. – 3. lipnja 2010.), američka filmska i televizijska glumica. Najpoznatija je po ulozi Blanche Devereaux u TV seriji "Zlatne djevojke".